# Luvale (språk)
Luvale är ett bantuspråk och talas av Luvalefolket i provinsen Moxico, Angola och Zambia.